# Zollhaus (Neu-Seeland)
Zollhaus, niedersorbisch Cłonica, ist ein zum Ortsteil Bahnsdorf gehörender Wohnplatz der Gemeinde Neu-Seeland im Landkreis Oberspreewald-Lausitz im Süden des Landes Brandenburg. Die Siedlung gehört dem Amt Altdöbern an.

## Lage
Die Siedlung liegt in der Niederlausitz, etwa acht Kilometer östlich von Großräschen und 24 Kilometer südwestlich von Cottbus. Umliegende Ortschaften sind Lindchen im Norden, Neupetershain im Nordosten, Lindenfeld im Südosten, Bahnsdorf im Süden, Allmosen mit der Siedlung Ausbau im Südwesten und Dörrwolf im Nordwesten.
Das Zollhaus selbst liegt an der Kreuzung der Bundesstraße 169 mit der Kreisstraße 6615. Die zwischen dem Zollhaus und dem Ortskern von Bahnsdorf entstandene Streusiedlung liegt teilweise an der Bahnstrecke Großenhain–Cottbus.

## Geschichte
Die Siedlung Zollhaus geht auf das Zollhaus an der Chaussee zwischen Cottbus und Senftenberg zurück. Ein erstes Zollhaus wurde im Jahr 1734 errichtet, da an dieser Stelle die Zuckerstraße verlief. 1914 wurde der Gebäudekomplex erweitert, etwa um dieselbe Zeit entstand auch das benachbarte Auszugshaus. Nach der Ausdienung des Zollhauses befand sich in dem Gebäude eine Gastwirtschaft, während des Zweiten Weltkrieges wurde das Haus als Kriegslazarett genutzt. Zwischen dem Zollhaus und Bahnsdorf entstand zwischenzeitlich eine kleine Ausbausiedlung.
Seit dem 25. Juli 1952 gehörte das Zollhaus, das verwaltungstechnisch zur Gemeinde Bahnsdorf gehörte, dem Kreis Senftenberg im Bezirk Cottbus an. Zu DDR-Zeiten wurde das Zollhaus von der örtlichen Landwirtschaftlichen Produktionsgenossenschaft genutzt. Einige der zum Ensemble gehörenden Wirtschaftsgebäude brannten zu DDR-Zeiten ab. Nach der Wende stand das Zollhaus längere Zeit leer, bevor es Ende der 1990er-Jahre von einem Unternehmer aus Dörrwalde ersteigert wurde. Inzwischen wurde das Gebäude wieder verkauft.
Am 1. Februar 2002 fusionierte die Gemeinde Bahnsdorf mit drei weiteren Gemeinden zu der neuen Gemeinde Neu-Seeland, seitdem ist Zollhaus ein offizieller Wohnplatz dieser neuen Gemeinde.